# Hüfigletscher
Der Hüfigletscher oder Hüfifirn ist ein Talgletscher in den südwestlichen Glarner Alpen, im Kanton Uri in der Zentralschweiz. Er ist knapp 7 km lang, im oberen Teil bis zu 3 km, im engen Talbereich jedoch kaum mehr als 500 m breit. Mit einer Fläche von knapp 13 km² bildet der Hüfigletscher die grösste vergletscherte Fläche in den Glarner Alpen.

## Lage
Seinen Ursprung hat der Hüfigletscher an der Südwestflanke des Clariden auf rund 3000 m ü. M. Der obere Teil des Gletschers bildet eine weite Arena mit einem Durchmesser von 3 km, flankiert von den Felsspitzen des Schärhorns (3295 m ü. M.), Chammliberg (3215 m ü. M.), Clariden (3267 m ü. M.), Heimstock (3102 m ü. M.) und im Süden vom Düssistock (3256 m ü. M.). Aus dieser Arena fliesst der Talgletscher verhältnismässig steil nach Südwesten ab in das Maderanertal, ein östliches Seitental der Reuss in der Gemeinde Silenen. Gegen Osten ist der Hüfigletscher über den firnbedeckten Claridenpass oder Hüfipass (2955 m ü. M.) mit dem Claridenfirn verbunden. Die Gletscherzunge befindet sich auf 1950 m ü. M. (Stand 2022). Aus ihr entspringt der Chärstelenbach.

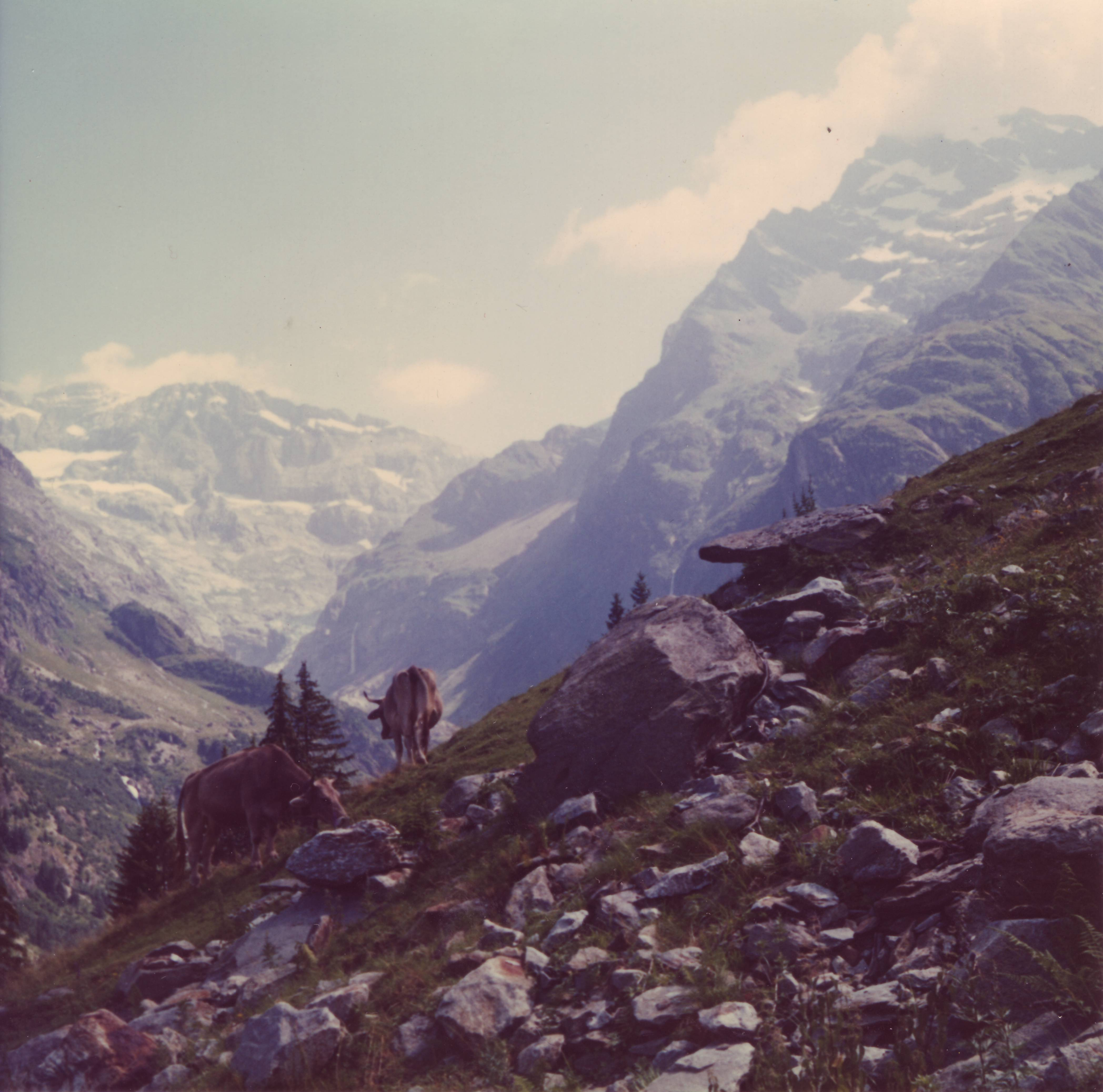
Düssistock; im Talhintergrund ist die Zungenspitze des Hüfigletschers zu erkennen (aufgenommen vom Eingang zum Brunnital, 1971)

## Entwicklung

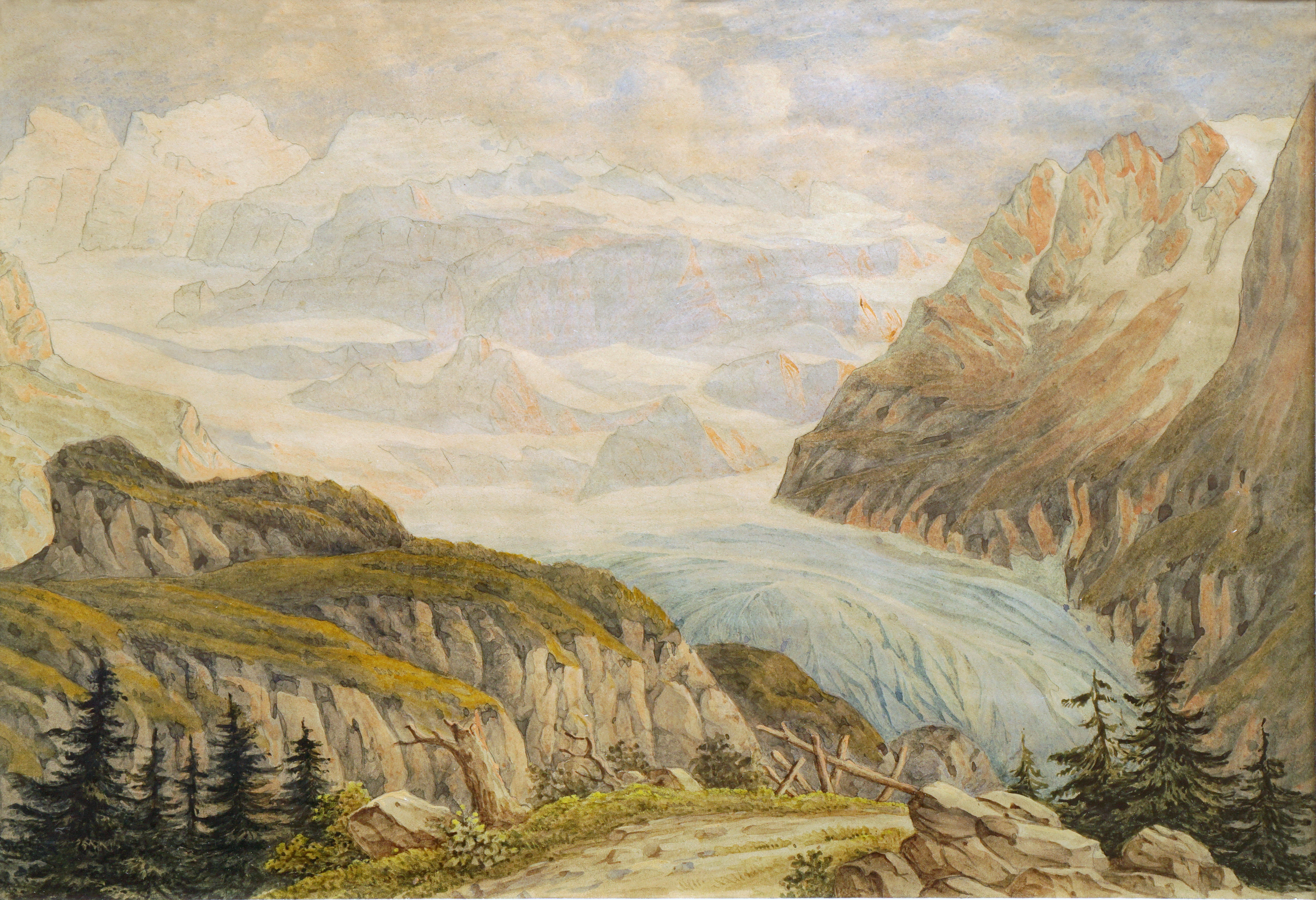
Hüfigletscher um 1870/1880. Aquarell von Heinrich Müller

Seit dem Hochstadium während der Kleinen Eiszeit um die Mitte des 19. Jahrhunderts hat sich der Hüfigletscher rund 2 km zurückgezogen. Obwohl das Nährgebiet des Gletschers nur auf einer Höhe von 2800 m bis 3000 m ü. M. liegt, reicht das Gletschereis aber immer noch bis auf 1950 m ü. M. hinunter. Die Gletscherzunge gehört damit zu den niedrigsten in den Alpen, weil sie in einem sehr engen, schattigen Tal liegt. Unterhalb der Gletscherzunge, auf 1635 m ü. M., ist der Hüfisee entstanden.
| Jahr         | 1850 | 1973 | 1999/2000 | 2011         |
| Fläche (km²) | 15,1 | 13,6 | 13,3      | 12,63 (2013) |
| Länge (km)   | 9,2  | 7,1  | 7         | 6,7          |

## Auengebiet von nationaler Bedeutung

Historische Fotografie von Leo Wehrli, 1893

Der Hüfifirn ist als 184 ha grosses Auengebiet von nationaler Bedeutung seit 2001 geschützt und im Bundesinventar der Auengebiete von nationaler Bedeutung in der Kategorie Gletschervorfeld erfasst. sowie in der World Database on Protected Areas mit der ID 347537 registriert.

## SAC-Hütten
Zwei Hütten des Schweizer Alpen-Clubs SAC stehen am Rand des Hüfigletschers: die Hüfihütte auf 2334 m ü. M. am Nordhang des Grossen Düssi oberhalb der Gletscherzunge sowie die Planurahütte (2947 m ü. M.) auf einer Felsspitze südlich des Claridenpasses.